# Лалово
Лалово — село в Україні, у Закарпатській області, Мукачівському районі.

## Назва
У 1995 р. назву села Лалове було змінено на одну літеру. Угорська назва — Береглеаньфолва.

## Географія
Селом протікає річка Мочила, права притока Чорної Води.

## Археологія
Археологічні знахідки (побутові речі з глини, каменю і бронзи) свідчать про те, що на території Лалівської сільради люди жили в період неоліту (IV тисячоліття до н. е.) та бронзи (II тисячоліття до н. е.).

## Історія
Село вперше згадується в грамоті в 1378 та у 1465 році як Ланьфолво — Дівоче село. У 1566 році це село було знищено татарами. У 17 столітті сюди переїхали німецькі поселенці, щоб збільшити населення. У XVIII столітті Лалове деякий час мало привілеї міста.
Колишній орган місцевого самоуправління - Лалівська сільська рада.

## Населення
Згідно з переписом УРСР 1989 року чисельність наявного населення села становила 1047 осіб, з яких 509 чоловіків та 538 жінок.
За переписом населення України 2001 року в селі мешкало 965 осіб.

### Мова
Розподіл населення за рідною мовою за даними перепису 2001 року:
| Мова       | Відсоток |
| ---------- | -------- |
| українська | 98,13 %  |
| німецька   | 0,93 %   |
| російська  | 0,41 %   |
| угорська   | 0,31 %   |
| білоруська | 0,10 %   |
| словацька  | 0,10 %   |

## Церква св. Матері Параскеви. 1864
Церква в селі була в 1692 р. У 1733 р. згадують стародавню дерев'яну церкву з одним малим дзвоном, а священиком був Симон Нитка. На 1798 р. дерев'яна церква дуже занепала і потрібно було 1300 форинтів на її відбудову та 800 форинтів на відбудову дерев'яної фари. У 1881 р. ще існувала дерев'яна церква (згадують також дерев'яну церкву, що стояла на старому цвинтарі, — очевидно, це була давніша церква), біля якої добудовували кам'яну. Тривало будівництво за священиків Олександра, а пізніше Олексія Грибовських.
На той час філії були в Фоґараші, Березинці та Верхньому Коропці. Очевидно, спорудження мурованої церкви тривало досить довго, бо в селі твердять, що після закладення фундаменту будівництво зупинилося, а церкву закінчили нібито аж у 1904 р. за священика Олексія Головача; цю дату написано на підлозі під вежею. Каміння, що легко тесалося, брали на околиці села. Будував церкву, за спогадами, майстер з Паланку. У нижній частині жертовника зберігся напис, що доносить до нас ім'я різьбяра: «Во славу Божію сей жертовник поставил Феєр Василій об лаловский 1906». Кажуть, що В. Феєр зробив також іконостас та престол. На задньому боці кивота проступає напис: «Во славу Божу украшен храм сей в літо АЦИЄ (1955) у жертву благочестивих вірников святой православной церкви веси Лалова при священику Матинко М., півци Машіко В. Машіко М., куратори Калинин М. і Машіко М.» [В даті помилка: АЦИЕ не дає ніякої дати, треба АЦНЕ = 1955. Прим. М.Жарких] Останній зовнішній ремонт проведено в 1979 р.
Як згадує Юрій Машіко (1912 р. н.), біля церкви стояла стара дерев'яна дзвіниця, а дзвони забрали в Першу світову війну. Теперішні два дзвони відлив Ф. Еґрі в 1921 p., а третій виготовив Октав Вінтер у Чехії теж у 1921 р. Очевидно, тоді ж, за кураторів Дмитра Машіка і Михайла Геґедоша збудовано нову каркасну дерев'яну дзвіницю. У 1998 р. споруджено цегляну дзвіницю.
Тепер церква православна, а греко-католики відвідують римо-католицьку церкву, що належить місцевим німцям.
Останній греко-католицький священик Федір Цібере був заарештований у 1949 р. і засуджений на 25 років. Помер в ув'язненні за невідомих обставин у Львові 1950 р.

## Відомі люди
У селі народився Василь Цібере (1931—2007), український педагог та художник, відмінник народної освіти.

## Туристичні місця
- Археологічні знахідки (побутові речі з глини, каменю і бронзи) свідчать про те, що на території люди жили в період неоліту (IV тисячоліття до н. е.) та бронзи (II тисячоліття до н. е.).
- храм св. Матері Параскеви. 1864